# 데이지 (터닝메카드)
데이지는 터닝메카드 W 2기, 터닝메카드 W: 반다인의 비밀에 등장하는 새침데기 캐릭터이다.

## 성격
뛰어난 직감을 가진 4차원이자 새침데기 소녀

## 작중행적

### 터닝메카드 W 2기
1회에서는 코카트를 테이밍한다.
3화에서는 트렘을 테이밍하고 이소벨과 3대3 배틀을 하게 된다.
4화에서는 아머피트를 테이밍한다. 서준이 자신의 옷에 진흙을 묻히자 감히 내 아름다운 옷을 더럽히다니...메카니멀 배틀로 혼쭐을 내주겠어라고 하면서 서준에게 배틀을 걸어온다. 서준과의 배틀에서 이겨 독꼬리를 빼앗는다.
13화에서는 마리와 같은 편에 서서 반다인의 베노사, 이소벨의 미리내를 빼앗는다. 배틀이 끝나고 마리에게서 쓸데없는 짓을 했군이란 말을 들으면서도 나로는 마리의 곁에서 벗어났는데도 데이지는 마리와 함께 떠난다.
15화에서는 마리가 보낸 차원전송장치로 지구에 왔다가 마리의 명령으로 배틀을 했다가 이소벨에게 만타리를 빼앗긴다. 마리에게 아까 그 배틀은 대체 뭐야? 너답지 않은 배틀이었어. 설마 일부러 진 건 아니겠지?라는 말들 듣고 앞으로 내 배틀에는 참견하지마. 이기고 싶으면 말이야.라고 말한다.
16화부터 21화까지 마리와 함께 다니며, 메카니멀을 찾으며 다닌다.
22화에서는 코카트에게서 마리의 명령을 듣고 나찬 일행의 아지트를 알아낸 다음 가서 이소벨의 메카니멀인 데스퍼의 말을 듣고 그럼 메카니멀의 세계가 여기서부터 시작했다는거네?라는 말을 했다.
23화에서는 나로와 로키를 배신하고 마리와 함께 떠난다.
24회에서는 마리를 배신하고 나찬 일행의 편에 돌아선다.